# Samsung Galaxy A40
Samsung Galaxy A40 — смартфон компании Samsung Electronics, анонсированный 21 марта 2019 года. Модель входит в серию Samsung Galaxy A.

## Варианты
Все модели Samsung Galaxy A40 имеют две SIM-карты
SM-A405FM - Россия
SM-A405FN - Европа, Азия
SM-A405S -  Южная Корея.
Модель SM-A405FN произведена во Вьетнаме.

## Технические характеристики
- Материалы корпуса: пластик (Glasstic), Corning Gorilla Glass 3
- Операционная система: Android 11.0 (R) + OneUI 3.x
- SIM: две nano-SIM
- Экран: диагональ 5,9", разрешение 1080х2340, 19,5:9, ppi 403
- Процессор: восьмиядерный Exynos 7904
- Графика: Mali G71 MP2
- Оперативная память: 4 ГБ
- Память для хранения данных: 64 ГБ (доступно 49.6 ГБ)[1]
- Дополнительная память: microSD до 512 ГБ
- Разъёмы: USB Type-C,Mini Jack 3.5.
- Основная камера: 16 МП + 5 МП, LED вспышка, съемка видео 1080p
- Фронтальная камера: 25 МП, f/2.0, боке
- Сети: 2G/3G/4G
- Интерфейсы: Wi-Fi a/b/g/n/ac, Bluetooth 5.0
- Навигация: GPS, ГЛОНАСС
- Дополнительно: FM-радио, датчик приближения, датчик освещенности, акселерометр, гироскоп, геомагнитный датчик, датчик Холла, разблокировка по лицу, сканер отпечатка, NFC
- Батарея: 3100 мАч, быстрая зарядка
- Габариты: 144.4 x 69.2 x 7,9 мм
- Вес: 140 г